# Nikolai Sergejewitsch Tschemodanow
Nikolai Sergejewitsch Tschemodanow (russisch Николай Сергеевич Чемоданов; * 17. Dezember 1903; † 29. Dezember 1986 in Moskau) war ein sowjetischer Sprachwissenschaftler, Germanist.
Tschemodanow lehrte ab den 1930er Jahren an der Moskauer Staatsuniversität. 1944 wurde ihm der Orden des Roten Banners der Arbeit verliehen. Von 1949 bis 1950 war er Dekan der Fakultät für Philologie. Seine 1926 geborene Tochter mit Rosalija Schor wurde ebenfalls Philologin.